# Jurkova Voľa
Jurkova Voľa és un poble i municipi d'Eslovàquia. Es troba a la regió de Prešov, al nord del país.

## Història
La primera referència escrita de la vila data del 1600.

## Demografia
| Godina             | 1994 | 2004    | 2014 | 2024   |
| ------------------ | ---- | ------- | ---- | ------ |
| Nombre de persones | 88   | 75      | 84   | 77     |
| Diferència         |      | −14,77% | +12% | −8,33% |

| Godina             | 2023 | 2024   |
| ------------------ | ---- | ------ |
| Nombre de persones | 79   | 77     |
| Diferència         |      | −2,53% |